# Otto Beckmann (Bildhauer)

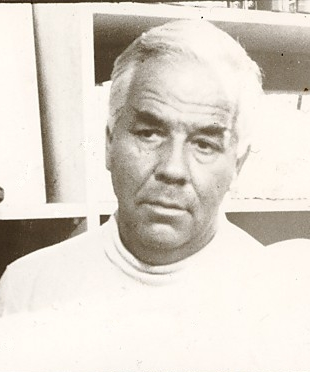
Otto Beckmann

Otto Beckmann (* 5. Mai 1908 in Wladiwostok, Russland; † 13. Februar 1997 in Wien) war ein österreichischer Bildhauer und ein Pionier der Medien- und Computerkunst.

## Leben
Die Familie flüchtete 1922 nach Österreich, wo Otto Beckmann die HTL Mödling und später die Wiener Kunstakademie absolvierte. Nach deren Abschluss 1941 wurde er Lehrer an der Staatlichen Kunstgewerbeschule Krakau.
Ab 1945 lebte er als freischaffender Künstler in Wien und trat der Berufsvereinigung der bildenden Künstler Österreichs bei. 1951 wurde er Mitglied der Wiener Secession. 1958 wurde ihm vom österreichischen Bundespräsidenten der Titel Professor verliehen.
1966 gründete er die ars intermedia – eine frühe Zusammenarbeit eines Künstlers mit Wissenschaftlern (der TU Wien). Er nahm am internationalen Computerkunst-Symposium 1969 in Zagreb teil und zählt zu den Pionieren der Medien- und Computerkunst (Zitat Peter Weibel).
Seine reiche Ausstellungstätigkeit umfasste 25 Einzelausstellungen sowie die Teilnahme an 75 Kollektivausstellungen, viele davon im Ausland.
Beckmann wurde am Wiener Zentralfriedhof bestattet.

## Werk
Das künstlerische Schaffen Otto Beckmanns bewegte sich im Spannungsfeld zwischen Mystik und Algorithmus und war von großer Vielfalt. Es umfasste Bilder und Skulpturen, aber auch neue Ausdrucksmöglichkeiten wie den abstrakten Film (1953) und die imaginäre Architektur (1966).
Seine Werke finden sich unter anderem in der Albertina in Wien, im Bundesministerium für Unterricht, im Museum Niederösterreich, im MUSA Museum Startgalerie Artothek Wien, in der Neuen Galerie Graz, in der Kunsthalle Bremen, im Zentrum für Kunst und Medien Karlsruhe sowie in mehreren Privatsammlungen. Für den öffentlichen Raum gestaltete er Mosaike an zahlreichen Wiener Wohnbauten sowie Kirchentore und -fenster für sakrale Bauten von Robert Kramreiter.
2005 gründete sein Sohn Richard das Archiv Otto Beckmann, um seinen Nachlass aufzuarbeiten.